# Excepción de falta de acción
En derecho, la excepción de falta de acción es un recurso por medio del cual se reconoce la veracidad de una afirmación, pero alegando que no es motivo adecuado de acción. En Estados Unidos, ya no se emplean este tipo de excepciones en las causas federales, habiendo sido sustituidas por solicitudes de inadmisibilidad de la demanda o peticiones para una mejor formulación, aunque en pocos estados todavía se utilizan.
Las excepciones generales tienen por objeto debilitar la base de una alegación, mientras que a su vez las especiales pretenden impugnarla por argumentos de hechura o configuración.